# Železniční trať Dobronín–Polná
Železniční trať Dobronín–Polná (pro cestující označená naposledy číslem 249) je jednokolejná neelektrifikovaná trať o délce 6 km. Provoz na trati byl zahájen v roce 1904. Do roku 2021 byla trať zanesena s příležitostnou dopravou v jízdním řádu, ale od roku 2010 na dráhu žádný osobní vlak nevyjel.

## Historie a současnost
Trať byla zprovozněna 17. listopadu 1904. Provoz zajišťovala Rakouská severozápadní dráha. V roce 1908 byla zestátněna.
Podle jízdního řádu pro období 1918/1919 jezdily na trati 3 páry osobních vlaků, v období 1944/1945 8 párů osobních vlaků.
Osobní doprava byla na trati zastavena 22. května 1982. V současné době funguje na trati pravidelně pouze nákladní doprava. Osobní vlaky se na trati objevují pouze při zvláštních příležitostech, jako je např. zářijová Mrkvancová pouť v Polné.
Od roku 2010 je provoz v úseku Agro – Polná zastaven úplně.
Od 12. června 2011 byly v jízdním řádu do Polné opět vedeny příležitostné nostalgické a výletní vlaky, tentokrát dopravce KŽC Doprava. Protože je dráha v havarijním stavu, v současné době po ní vlaky nejezdí.

## Stanice a zastávky

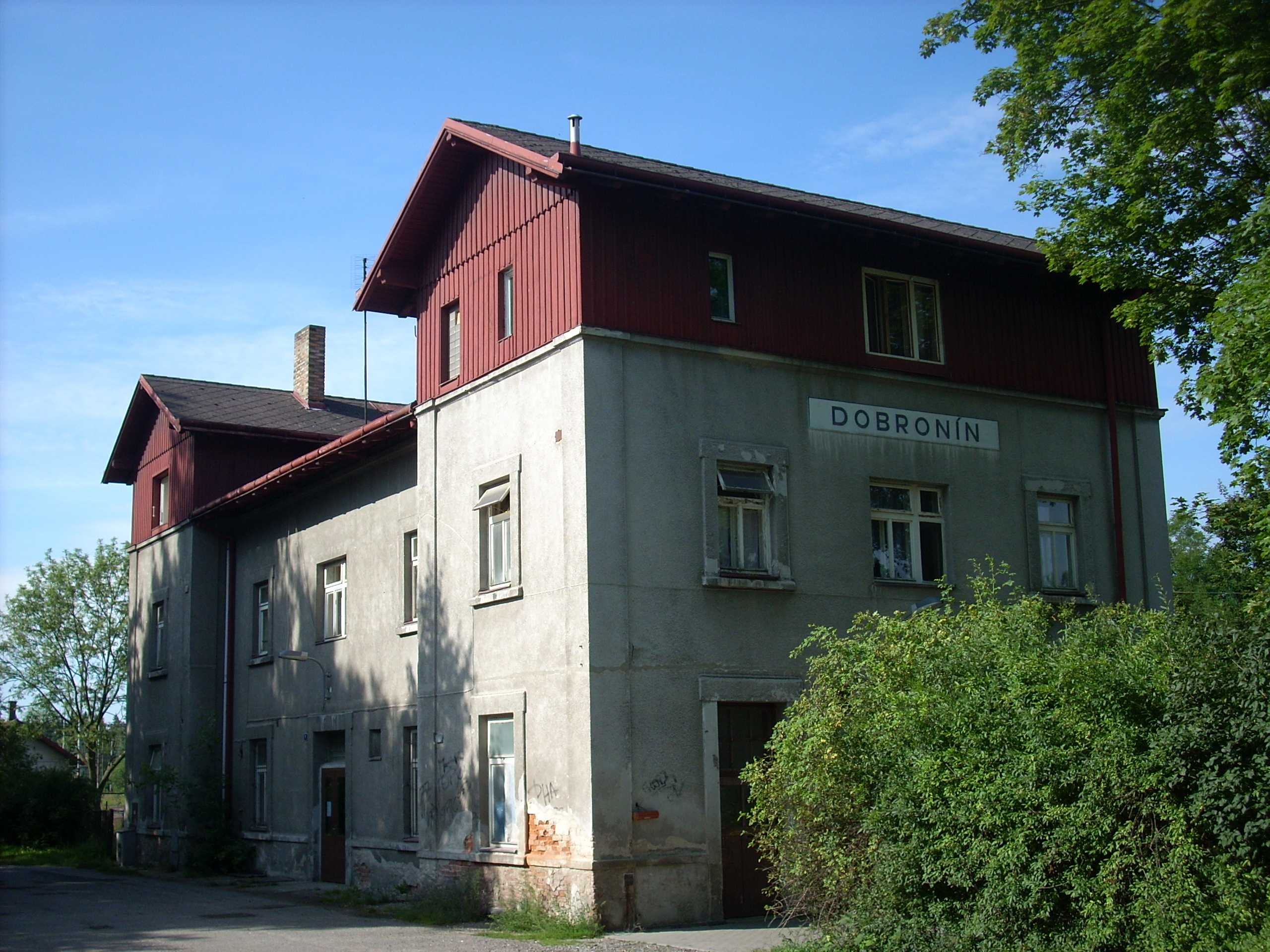
Dobronín
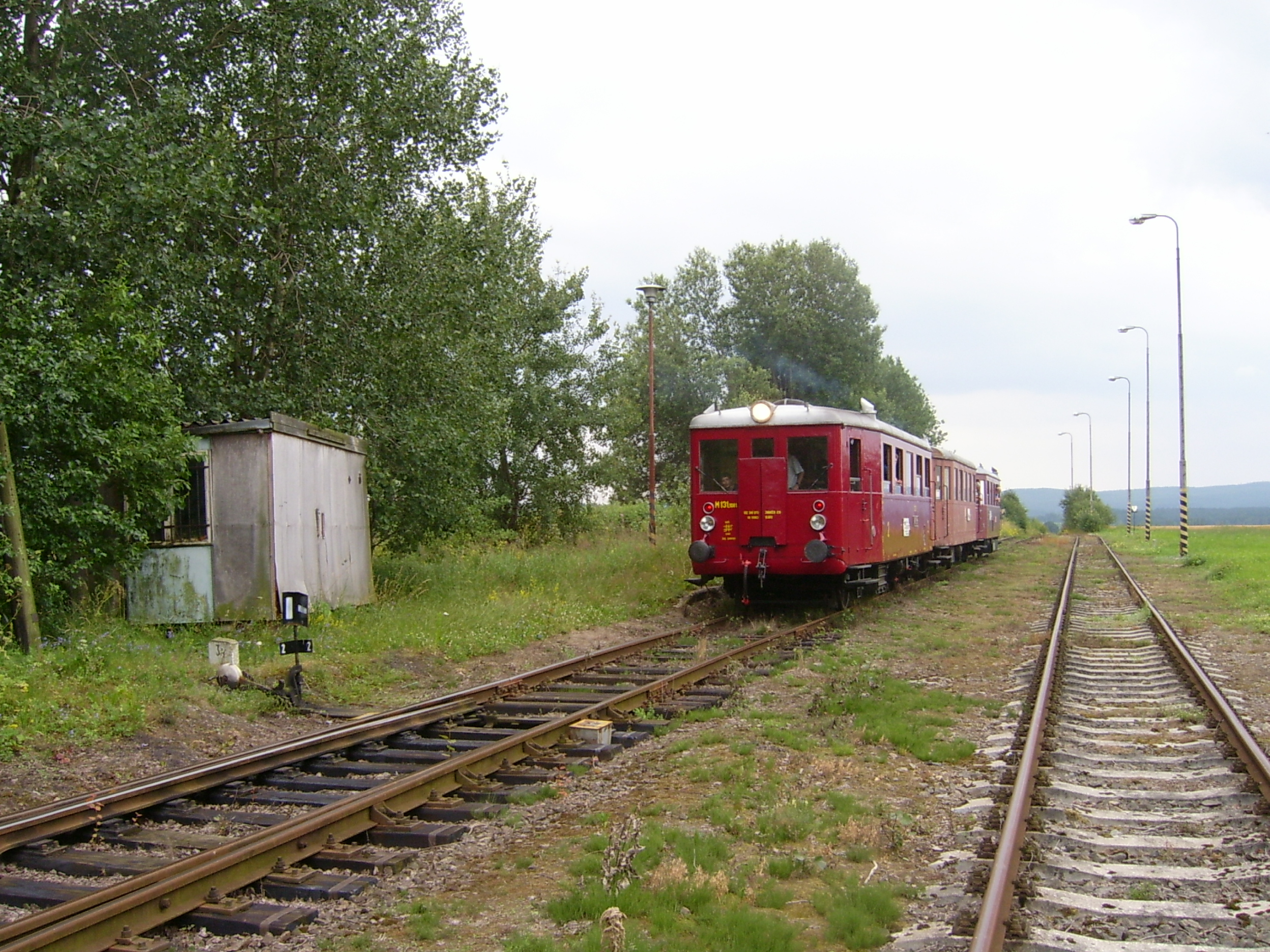
Dobronín zastávka (zruš.)
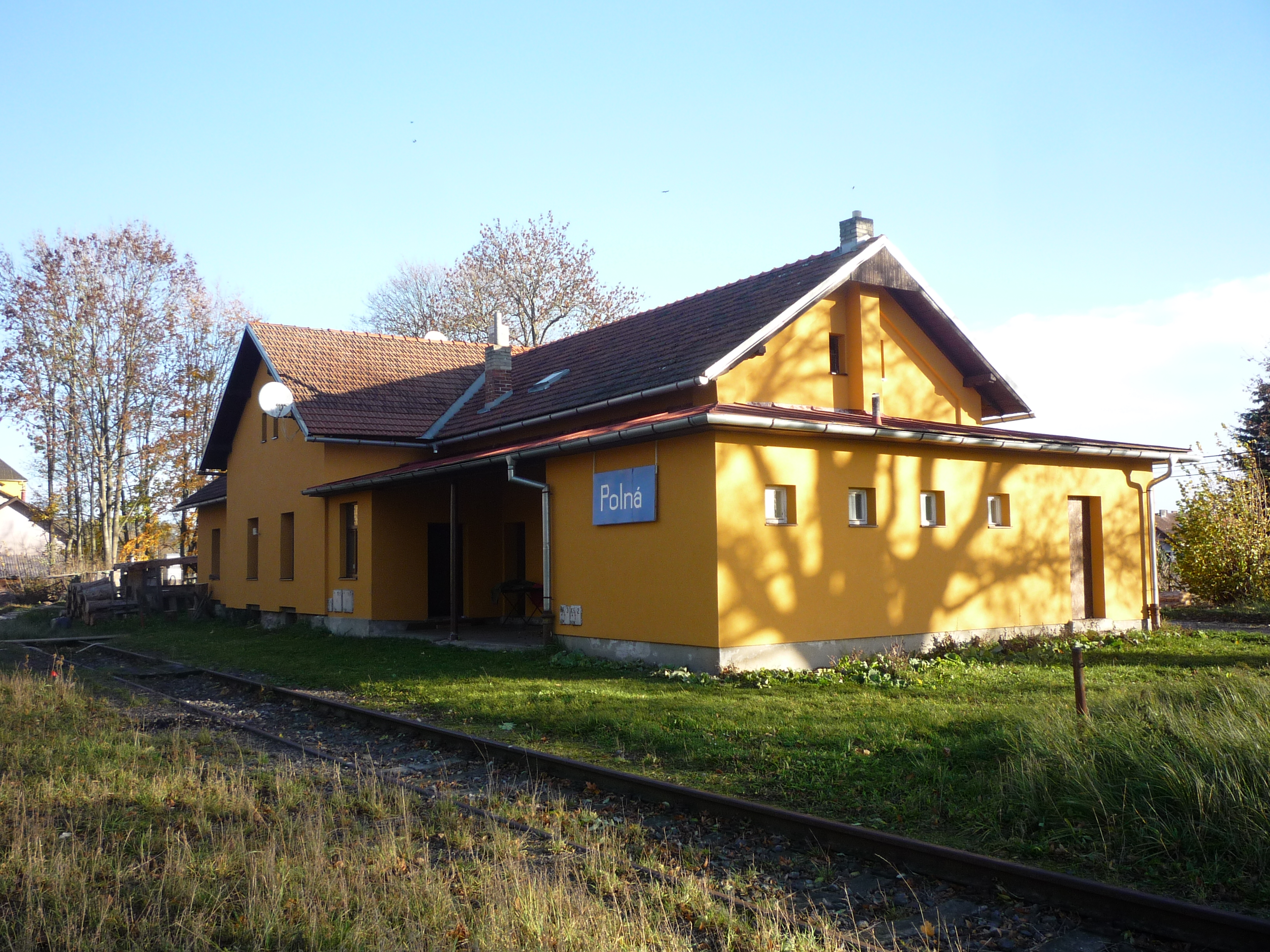
Polná (zruš.)